# Alvorada de Minas
Alvorada de Minas là một đô thị thuộc bang Minas Gerais, Brasil. Đô thị này có diện tích 374,91 km², dân số năm 2007 là 3482 người, mật độ 8,7 người/km².